# Classica di San Sebastián 1993
La Classica di San Sebastián 1993, tredicesima edizione della corsa e valevole come sesta prova della Coppa del mondo 1993, si svolse il 7 agosto 1993, per un percorso totale di 238 km. Fu vinta dall'italiano Claudio Chiappucci, al traguardo con il tempo di 5h47'51" alla media di 41,052 km/h.
Partenza a San Sebastián con 189 ciclisti di cui 176 portarono a termine il percorso.

## Ordine d'arrivo (Top 10)
| Pos. | Corridore          | Squadra       | Tempo    |
| ---- | ------------------ | ------------- | -------- |
| 1    | Claudio Chiappucci | Carrera       | 5h47'51" |
| 2    | Gianni Faresin     | ZG Mobili     | a 2"     |
| 3    | Alberto Volpi      | Mecair-Ballan | a 24"    |
| 4    | Iñaki Gastón       | CLAS-Cajastur | s. T.    |
| 5    | Marco Giovannetti  | Eldor-Viner   | s. T.    |
| 6    | Bo André Namtvedt  | Subaru        | a 31"    |
| 7    | Bruno Cornillet    | Novemail      | s. T.    |
| 8    | Maurizio Fondriest | Lampre-Polti  | s. T.    |
| 9    | Massimo Ghirotto   | ZG Mobili     | s. T.    |
| 10   | Stefano Colagè     | ZG Mobili     | s. T.    |